# دامباواتاوانا
دامباواتاوانا (به لاتین: Dambawatawana) یک منطقهٔ مسکونی در سری‌لانکا است که در استان جنوبی (سری‌لانکا) واقع شده‌است.